# مطار تان سون نهات الدولي

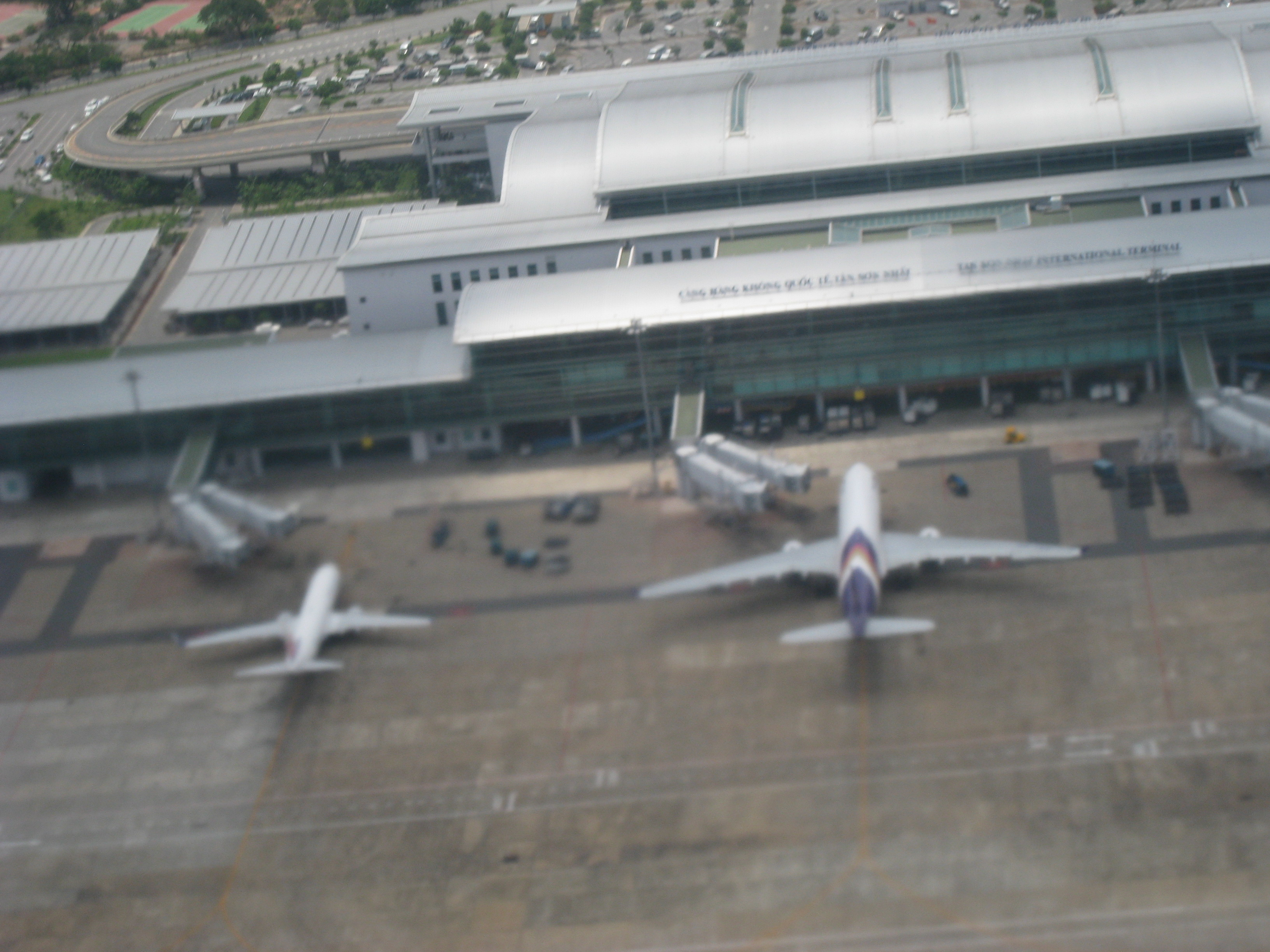
مطار تان سون نهات الدولي

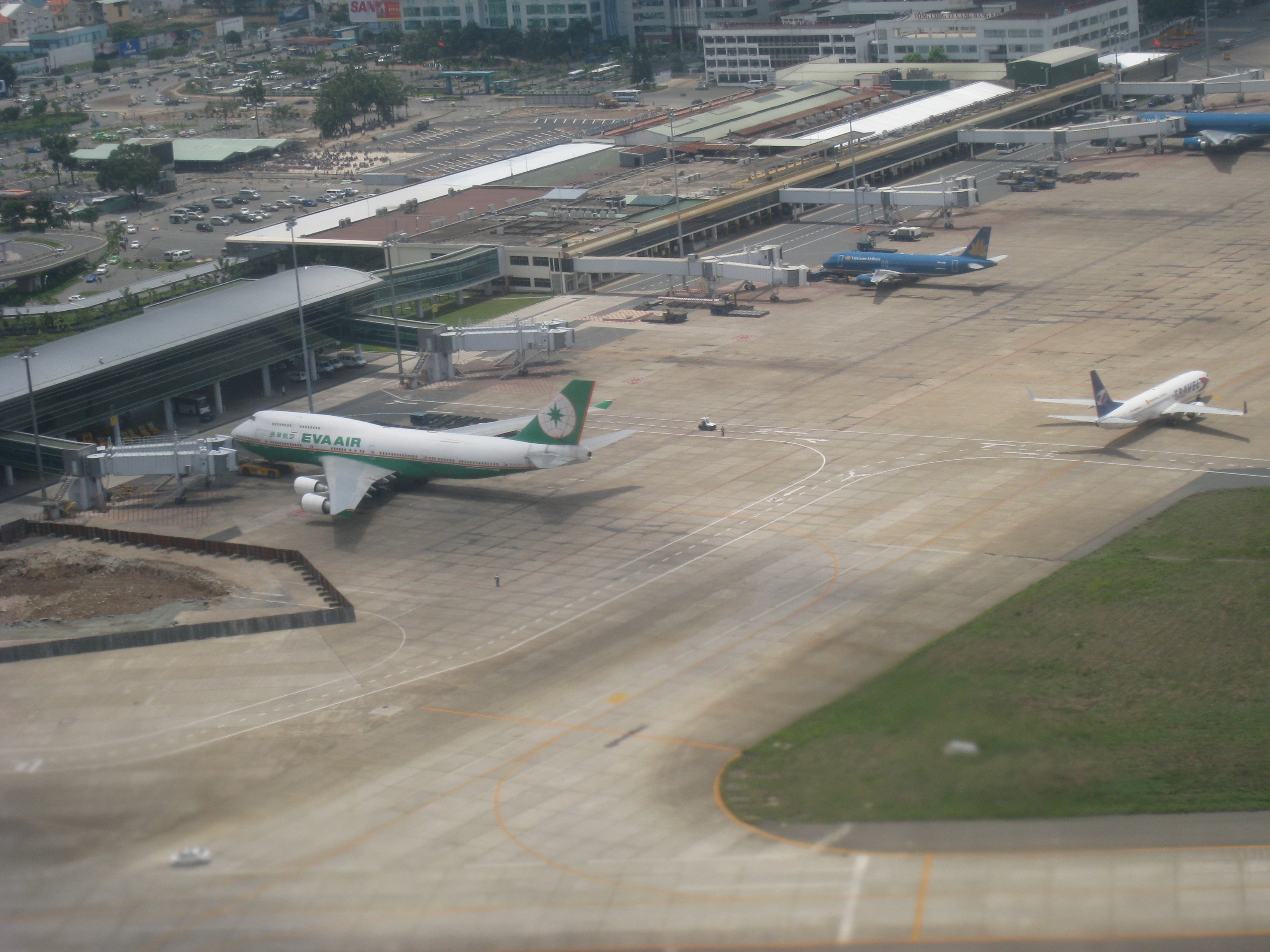
مطار تان سون نهات الدولي

مطار تان سون نهات الدولي (إياتا: SGN، إيكاو: VVTS)(بالفيتنامية:Sân bay quốc tế Tân Sơn Nhất) هو مطار دولي يقع في سايغون، فيتنام. وهذا هو أكبر مطار في فيتنام. في عام 2009 ، كان هناك 13 مليون مسافر في هذا المطار.

## شركات الطيران

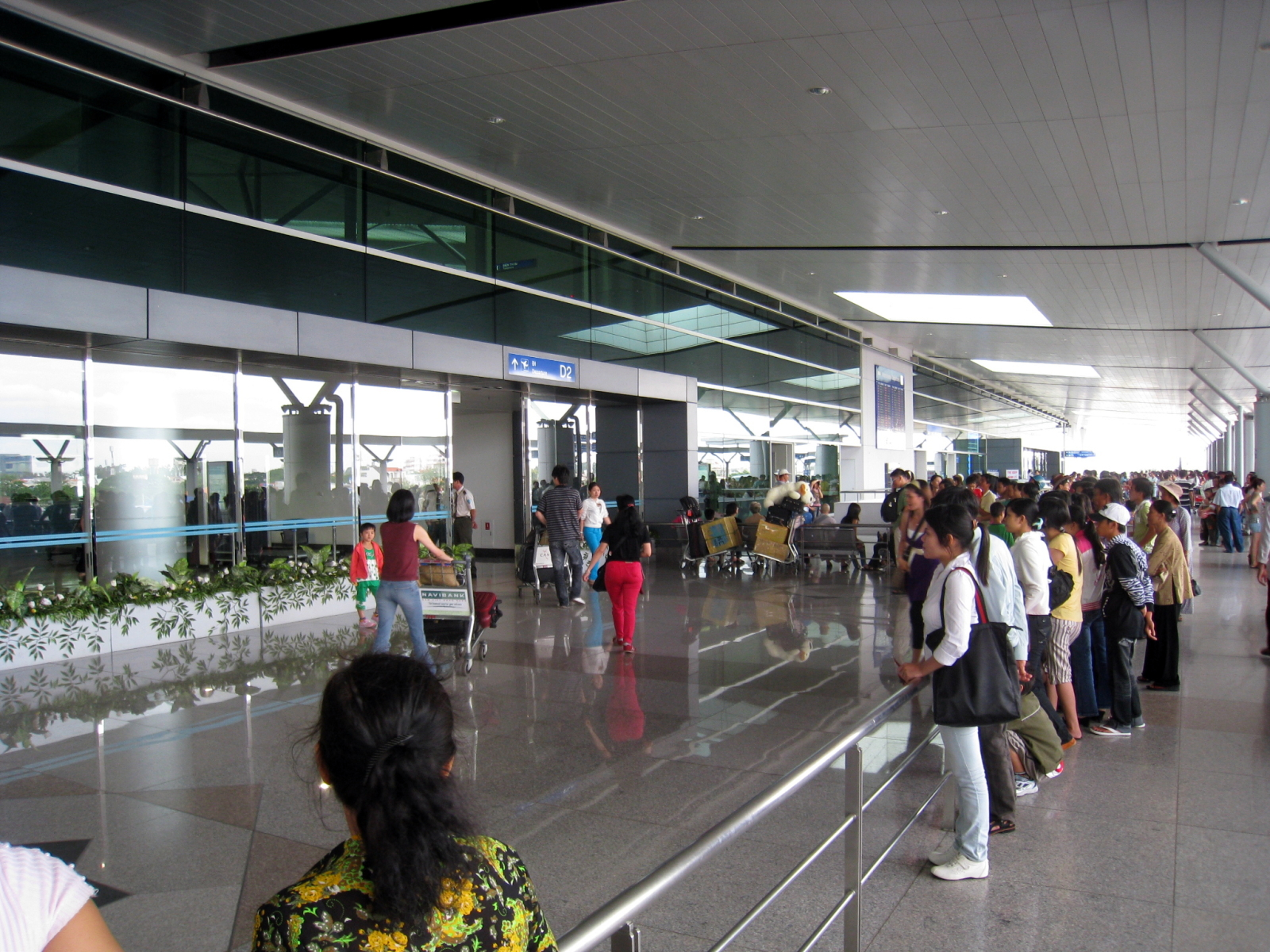
الدور 3 من المبنى 2 في مطار تان سون نهات الدولي

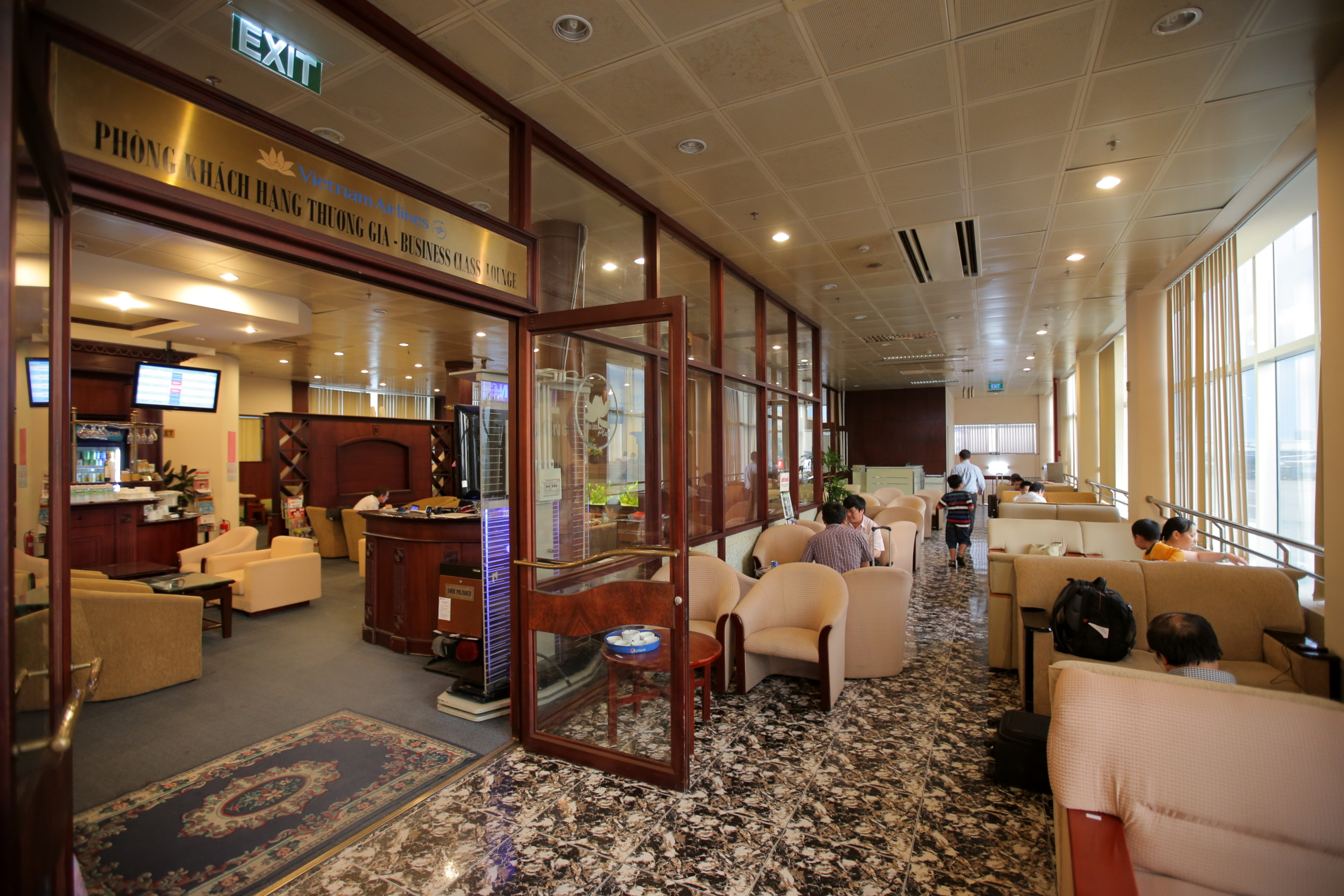
صالة رجال الأعمال في مطار تان سون نهات الدولي

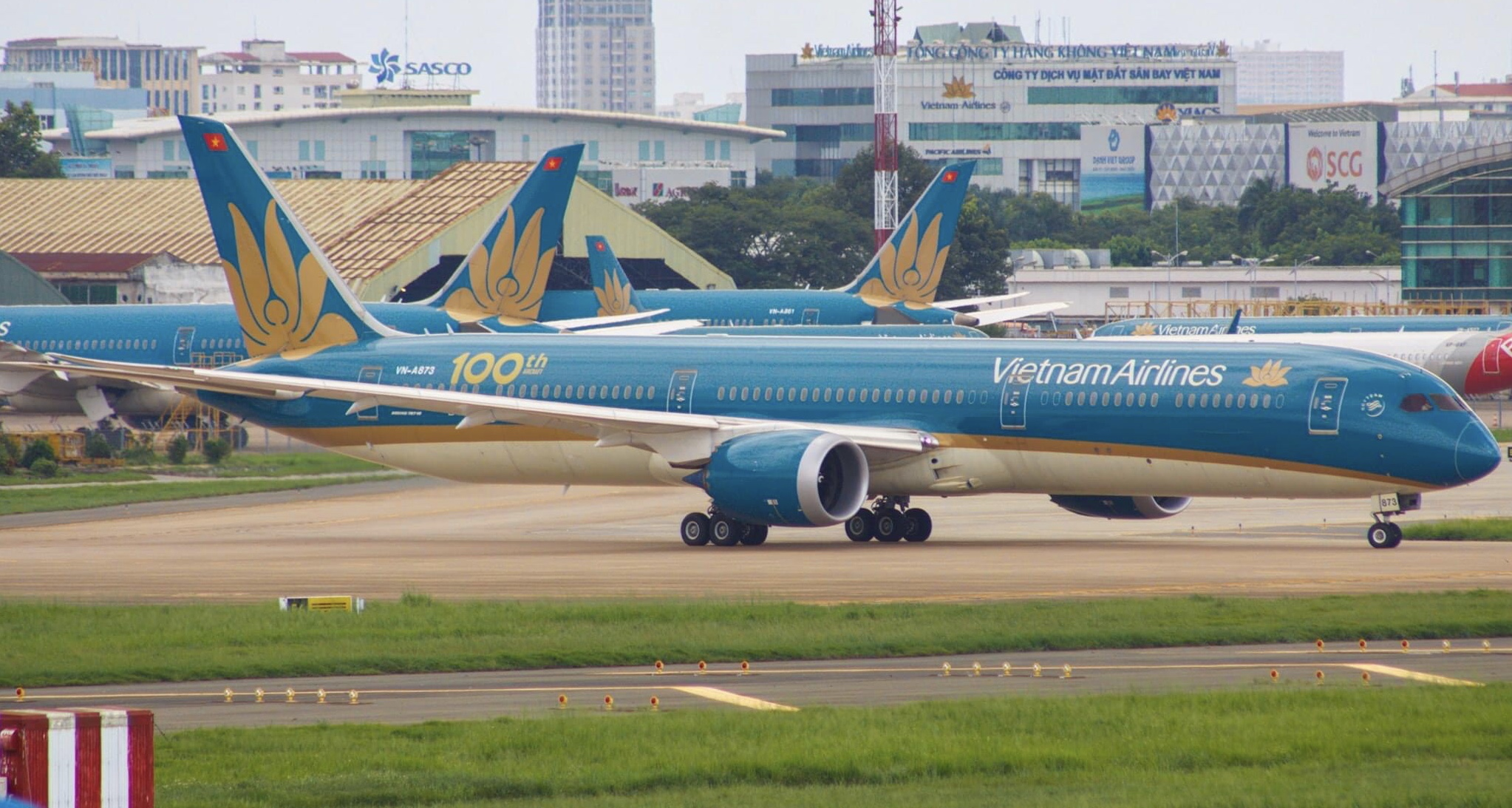
طائرة بوينج 787-10 تابعة للخطوط الجوية الفيتنامية في المطار

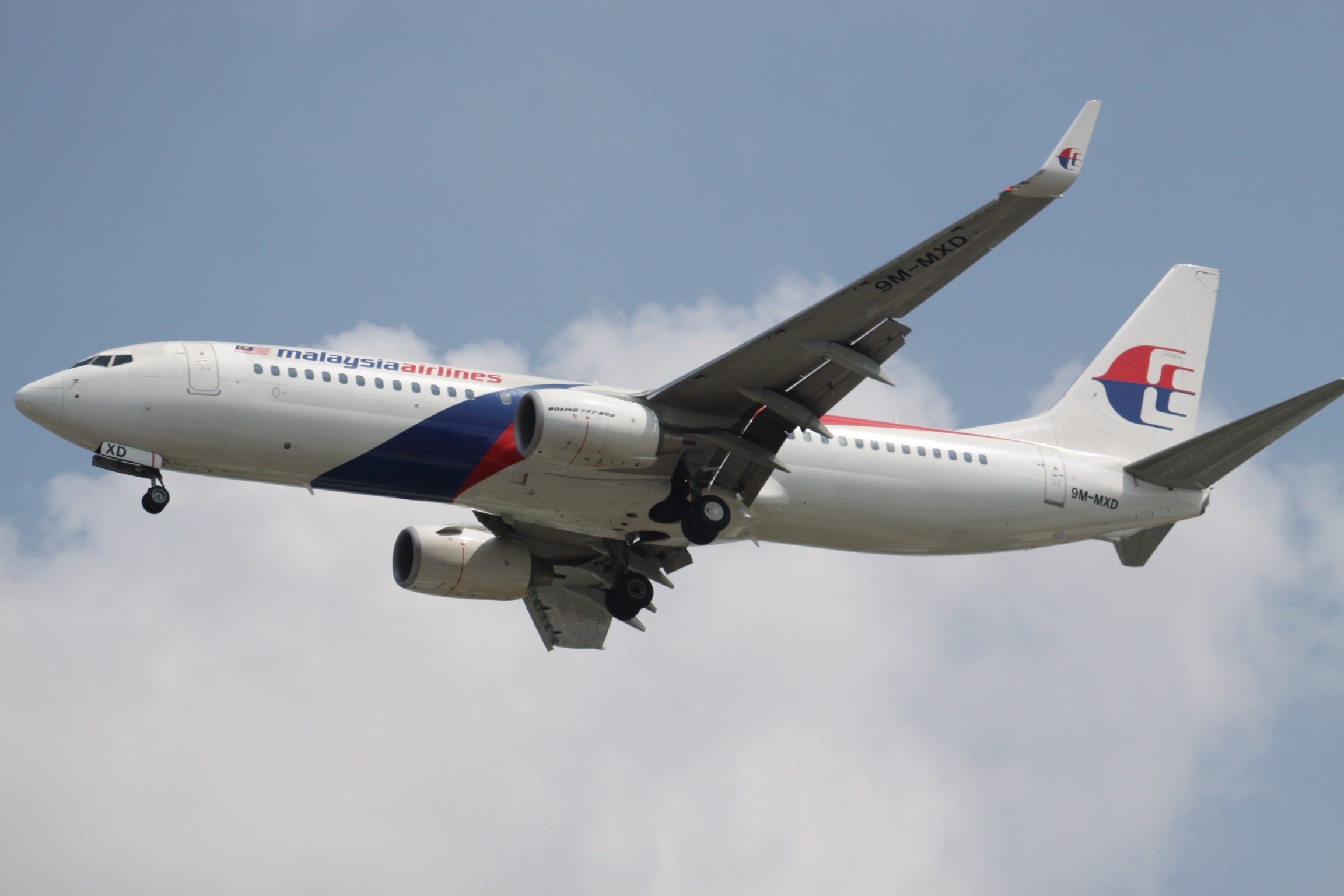
طائرة بوينج 800-737 تابعة للخطوط الجوية الماليزية في اقترابها النهائي من المطار

### الركاب
| شركـات طيـران                 | الوجهات |
| ----------------------------- | --- |
| طيران آسيا                    | Johor Bahru، مطار كوالالمبور الدولي، مطار بينانق الدولي |
| Air Busan                     | Busan |
| طيران الصين                   | مطار بكين العاصمة الدولي، مطار تشونغتشينغ جيانغبى الدولي |
| الخطوط الجوية الفرنسية        | مطار باريس شارل ديغول |
| Air Premia                    | مطار إنتشون الدولي |
| خطوط كل اليابان الجوية        | مطار طوكيو هانيدا الدولي، مطار ناريتا الدولي |
| خطوط آسيانا الجوية            | مطار إنتشون الدولي |
| بامبو إيرويز                  | مطار سوفارنابومي الدولي، مطار دا نانغ الدولي، مطار دونج هوا، مطار فرانكفورت، Hai Phong، Ha Long، مطار نوي باي الدولي، مطار غاتويك (تنتهي في 20 سبتمبر 2023)، مطار ملبورن الدولي، مطار كام رانه الدولي، مطار فو كوك الدولي، Quy Nhon، Rach Gia، مطار شانغي سنغافورة، مطار سيدني، مطار ثو شوان، Tuy Hoa، مطار فينه الدولي |
| باتيك إير ماليزيا             | مطار كوالالمبور الدولي |
| Cambodia Angkor Air           | مطار بنوم بنه الدولي، Siem Reap، Sihanoukville |
| كاثي باسيفيك                  | مطار هونغ كونغ الدولي |
| سيبو باسيفيك                  | مطار نينوي أكوينو الدولي |
| الخطوط الجوية الصينية         | مطار تايوان تاويوان الدولي |
| خطوط شرق الصين الجوية         | مطار كونمينغ جانغشوي الدولي، مطار شانغهاي بودنغ الدولي |
| خطوط جنوب الصين الجوية        | مطار قوانغتشو باييون الدولي، مطار شانغهاي بودنغ الدولي، مطار شينزين باوان الدولي |
| طيران دروك                    | عارض: Guwahati، مطار بارو الدولي |
| إديلويس إير                   | موسمي: مطار زيورخ الدولي |
| طيران الإمارات                | مطار دبي الدولي |
| إيفا للطيران                  | مطار تايوان تاويوان الدولي |
| Fly Gangwon                   | Yangyang |
| خطوط إنديقو                   | مطار نيتاجي سوبهاس شاندرا بوس الدولي |
| طيران آسيا (إندونيسيا)        | مطار سوكارنو هاتا الدولي |
| الخطوط الجوية اليابانية       | مطار طوكيو هانيدا الدولي، مطار ناريتا الدولي |
| Jeju Air                      | مطار إنتشون الدولي |
| خطوط جيت ستار الجوية          | مطار ملبورن الدولي، مطار سيدني |
| خطوط جيتستار آسيا الجوية      | مطار شانغي سنغافورة |
| كوريا للطيران                 | مطار إنتشون الدولي |
| Lanmei Airlines               | مطار بنوم بنه الدولي |
| طيران لاوس                    | مطار باكسي الدولي، مطار واتاي الدولي |
| الخطوط الجوية الماليزية       | مطار كوالالمبور الدولي |
| خطوط ماندارين الجوية          | مطار تايتشونغ |
| Myanmar Airways International | Yangon |
| طيران نوك                     | مطار دون موينغ |
| Pacific Airlines              | مطار سوفارنابومي الدولي، Buon Ma Thuot، Chu Lai، مطار لين خونج، مطار دا نانغ الدولي، مطار دونج هوا، Hai Phong، مطار نوي باي الدولي، مطار فو باي الدولي، مطار كام رانه الدولي، مطار فو كوك الدولي، مطار بليكو، Quy Nhon، مطار شانغي سنغافورة، مطار ثو شوان، Tuy Hoa، مطار فينه الدولي |
| الخطوط الجوية الفلبينية       | مطار نينوي أكوينو الدولي |
| الخطوط الجوية القطرية         | مطار حمد الدولي |
| خطوط رويال بروناي الجوية      | مطار بروناي الدولي |
| سكوت للطيران                  | مطار شانغي سنغافورة |
| خطوط شينزين الجوية            | مطار شينزين باوان الدولي |
| الخطوط الجوية السنغافورية     | مطار شانغي سنغافورة |
| خطوط سيتشوان الجوية           | مطار جينغديو الجديد |
| ستارلوكس للطيران              | مطار تايوان تاويوان الدولي |
| طيران آسيا (تايلاند)          | مطار دون موينغ |
| Thai Smile                    | مطار سوفارنابومي الدولي |
| Thai VietJet Air              | مطار سوفارنابومي الدولي |
| الخطوط الجوية التركية         | مطار إسطنبول الدولي |
| T'way Air                     | مطار إنتشون الدولي |
| Uni Air                       | مطار تايوان تاويوان الدولي |
| خطوط فيت جيت                  | مطار سردار فالابهبهاي باتل الدولي، مطار كيمبيغودا الدولي (تبدأ في 2 يناير 2024)، مطار سوفارنابومي الدولي، Buon Ma Thuot، مطار بريزبان (تبدأ في 17 يونيو 2023)، Busan، مطار تشيانغ مي، Chu Lai، مطار لين خونج، مطار دا نانغ الدولي، مطار انديرا غاندي الدولي، مطار نغوراه راي الدولي، مطار دونج هوا، Hai Phong، Ha Long، مطار نوي باي الدولي، مطار هونغ كونغ الدولي، مطار فو باي الدولي، مطار راجيف غاندي الدولي (تبدأ في 2 يناير 2024)، مطار سوكارنو هاتا الدولي، مطار كاوهسيونغ الدولي، مطار كوتشين (تبدأ في 12 أغسطس 2023)، مطار كوالالمبور الدولي، مطار ملبورن الدولي، مطار تشاتراباتي شيفاجي الدولي، مطار كام رانه الدولي، مطار كانساي الدولي، Phuket، مطار فو كوك الدولي، مطار بليكو، Qui Nhon، مطار إنتشون الدولي، مطار شانغي سنغافورة، مطار سيدني، مطار تايتشونغ، مطار تاينان، مطار تايوان تاويوان الدولي، مطار ثو شوان، مطار طوكيو هانيدا الدولي، مطار ناريتا الدولي، Tuy Hoa، مطار فينه الدولي |
| الخطوط الجوية الفيتنامية      | مطار سوفارنابومي الدولي، مطار بكين داشينغ الدولي، Buon Ma Thuot، Busan، مطار كا ماو، مطار جينغديو الجديد، Chu Lai، Con Dao، مطار لين خونج، مطار دا نانغ الدولي، مطار انديرا غاندي الدولي، مطار نغوراه راي الدولي، مطار دونج هوا، مطار فرانكفورت، Fukuoka، مطار قوانغتشو باييون الدولي، مطار هايكو ميلان الدولي، Hai Phong، Ha Long، مطار هانغتشو شياوشان الدولي، مطار نوي باي الدولي، مطار هونغ كونغ الدولي، مطار فو باي الدولي، مطار سوكارنو هاتا الدولي، مطار كاوهسيونغ الدولي، مطار كوالالمبور الدولي، مطار لندن هيثرو، مطار ملبورن الدولي، مطار تشاتراباتي شيفاجي الدولي، مطار تشوبو سنتراير الدولي، مطار كام رانه الدولي، مطار كانساي الدولي، مطار باريس شارل ديغول، مطار بينانق الدولي، مطار بنوم بنه الدولي، Phuket، مطار فو كوك الدولي، مطار بليكو، Qui Nhon، Rach Gia، مطار سان فرانسيسكو الدولي، مطار إنتشون الدولي، مطار شانغهاي بودنغ الدولي، مطار شينزين باوان الدولي، Siem Reap، مطار شانغي سنغافورة، مطار سيدني، مطار تايوان تاويوان الدولي، مطار ثو شوان، مطار ناريتا الدولي، Tuy Hoa، مطار واتاي الدولي، مطار فينه الدولي، Yangon |
| Vietravel Airlines            | مطار سوفارنابومي الدولي، مطار نوي باي الدولي عارض: مطار كام رانه الدولي، مطار فو كوك الدولي، Quy Nhon |
| خطوط زيامن الجوية             | مطار شيامن قاوتشي الدولي |

### الشحن
| شركـات طيـران                                  | الوجهات                                                                             |
| ---------------------------------------------- | ----------------------------------------------------------------------------------- |
| خطوط هونك كونك الجوية                          | مطار هونغ كونغ الدولي                                                               |
| Air Premia                                     | مطار إنتشون الدولي                                                                  |
| AeroLogic                                      | مطار سوفارنابومي الدولي، مطار فرانكفورت                                             |
| AirBridgeCargo                                 | مطار هونغ كونغ الدولي، مطار شيريميتييفو الدولي (معلقة)                              |
| خطوط آسيانا الجوية                             | مطار إنتشون الدولي، مطار شانغي سنغافورة                                             |
| Cardig Air                                     | مطار سوكارنو هاتا الدولي، مطار شينزين باوان الدولي                                  |
| كارغولوكس                                      | مطار هونغ كونغ الدولي، مطار لوكسمبورغ، مطار البحرين الدولي، مطار سوفارنابومي الدولي |
| كاثي باسيفيك                                   | مطار هونغ كونغ الدولي                                                               |
| الخطوط الجوية الصينية                          | مطار نوي باي الدولي، مطار تايوان تاويوان الدولي                                     |
| خطوط جنوب الصين الجوية                         | مطار قوانغتشو باييون الدولي، مطار نوي باي الدولي                                    |
| دي إتش إل للطيران تديرها خطوط هونك كونك الجوية | مطار هونغ كونغ الدولي، مطار بينانق الدولي                                           |
| الإمارات للشحن الجوي                           | مطار آل مكتوم الدولي                                                                |
| الاتحاد للطيران                                | مطار أبو ظبي الدولي                                                                 |
| إيفا للطيران                                   | مطار تايوان تاويوان الدولي                                                          |
| فيديكس إكسبرس                                  | مطار قوانغتشو باييون الدولي، مطار نوي باي الدولي، مطار سوكارنو هاتا الدولي          |
| غارودا إندونيسيا                               | مطار سوكارنو هاتا الدولي                                                            |
| دي إتش إل للطيران تديرها طيران كاليتا          | Cincinnati، مطار شانغي سنغافورة، مطار هونغ كونغ الدولي، مطار تشوبو سنتراير الدولي   |
| كوريا للطيران                                  | مطار إنتشون الدولي                                                                  |
| MASkargo                                       | مطار كوالالمبور الدولي                                                              |
| My Indo Airlines                               | مطار سوكارنو هاتا الدولي، مطار شانغي سنغافورة                                       |
| الخطوط الجوية القطرية                          | مطار حمد الدولي                                                                     |
| طيران راية                                     | Kuala Lumpur–Subang، Labuan                                                         |
| Tri-MG Intra Asia Airlines                     | مطار شانغي سنغافورة                                                                 |
| الخطوط الجوية التركية                          | مطار إسطنبول الدولي، مطار كوالالمبور الدولي                                         |
| خطوط يو بي إس الجوية                           | مطار شينزين باوان الدولي                                                            |